# Abtei Praglia

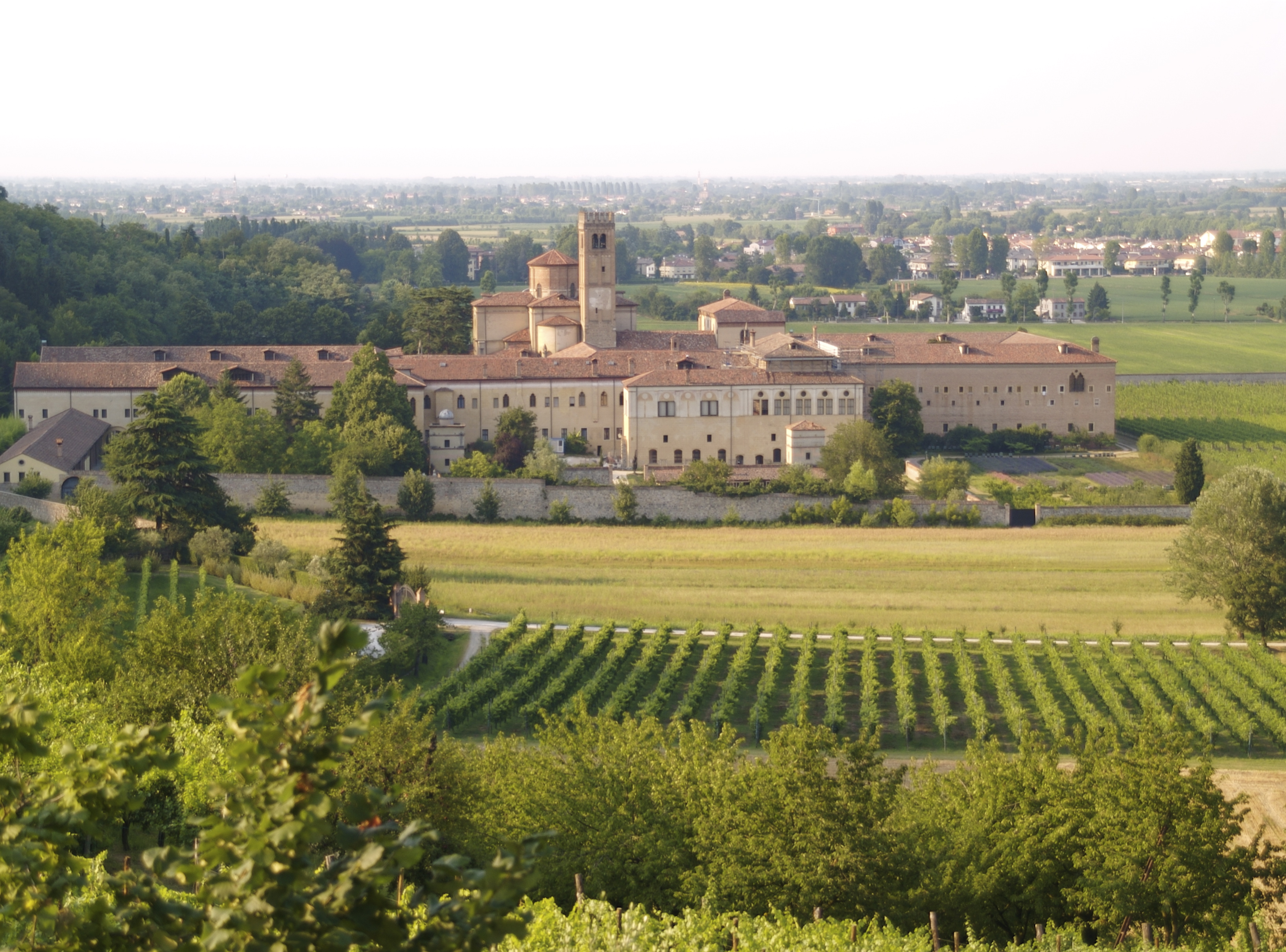
Benediktinerabtei Praglia (2007)

Die Abtei Praglia (lat. Abbatia Sanctae Mariae de Pratalea; ital. Abbazia di Praglia) ist ein Benediktinerkloster in der Provinz Padua, Venetien/Italien, an der Peripherie der Euganeischen Hügel.

## Lage
Die Klosteranlage liegt auf dem Gebiet der Gemeinde Teolo in der Ebene am Fuße des bewaldeten Monte Lonzina ca. 4 km von Abano Terme und 12 km von Padua. Über eine 2 km lange Stichstraße, ausgehend von Teolos Ortsteil (frazione) Bresseo, erreicht man sie von der Hauptstraße zwischen dem Kernort Teolo und Abano Terme.

## Geschichte
Die Abtei wurde im 11. Jahrhundert gegründet und war im Hochmittelalter der größte Grundbesitz der Region. Der ursprüngliche Name Pratalea leitet sich vom italienischen prato (= die Wiese) ab; die Abtei ist weitläufig von Feldern und Wiesen umgeben. Der romanische Erstbau wurde von der gräflichen Familie Maltraverso dei Maltraversi aus Vicenza in Auftrag gegeben und war 1124 vollendet. Die klösterliche Aufsicht war mehrfachen Wechseln unterworfen.
1448 wurde Praglia dem Kloster Santa Giustina in Padua unterstellt und trat dem von dieser Abtei initiierten Reformverband des Benediktinerordens bei. In 90-jähriger Bauzeit gestalteten die Mönche ab 1460 einen Neubau des Abteikomplexes im Stil der Renaissance mit einer Mariä Verkündigung geweihten Klosterkirche nach Plänen von Tullio Lombardo, die im 16. Jahrhundert von Andrea Moroni verändert wurden.
Nach der napoleonischen Eroberung der Republik Venedig, zu der die Ländereien gehörten, wurde das Kloster im Jahre 1806 wie alle anderen der Republik säkularisiert. Erst nach dem Anschluss Venetiens an die Italienische Republik kehrten die Benediktinermönche zeitweise zurück, endgültig erst 1904. Die Abtei gehört seit dem späten 19. Jahrhundert der Sublazenser Kongregation des Benediktinerordens an, die seit 2013 wieder mit der Cassinensischen Kongregation vereinigt ist. Abt von Praglia ist seit dem 24. Mai 2019 Stefano Visintin OSB.

## Die Abteikirche

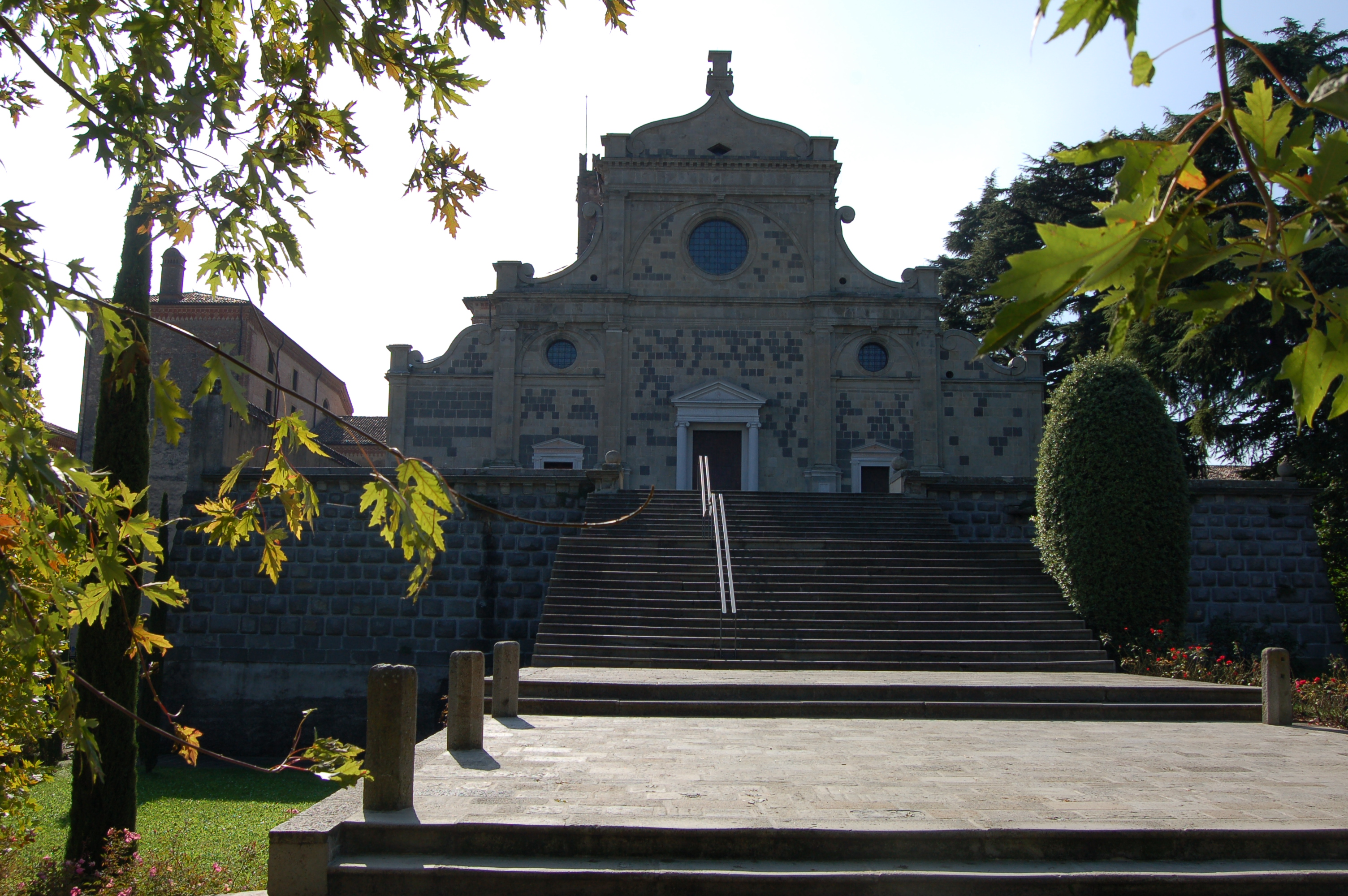
Westfassade mit Portal

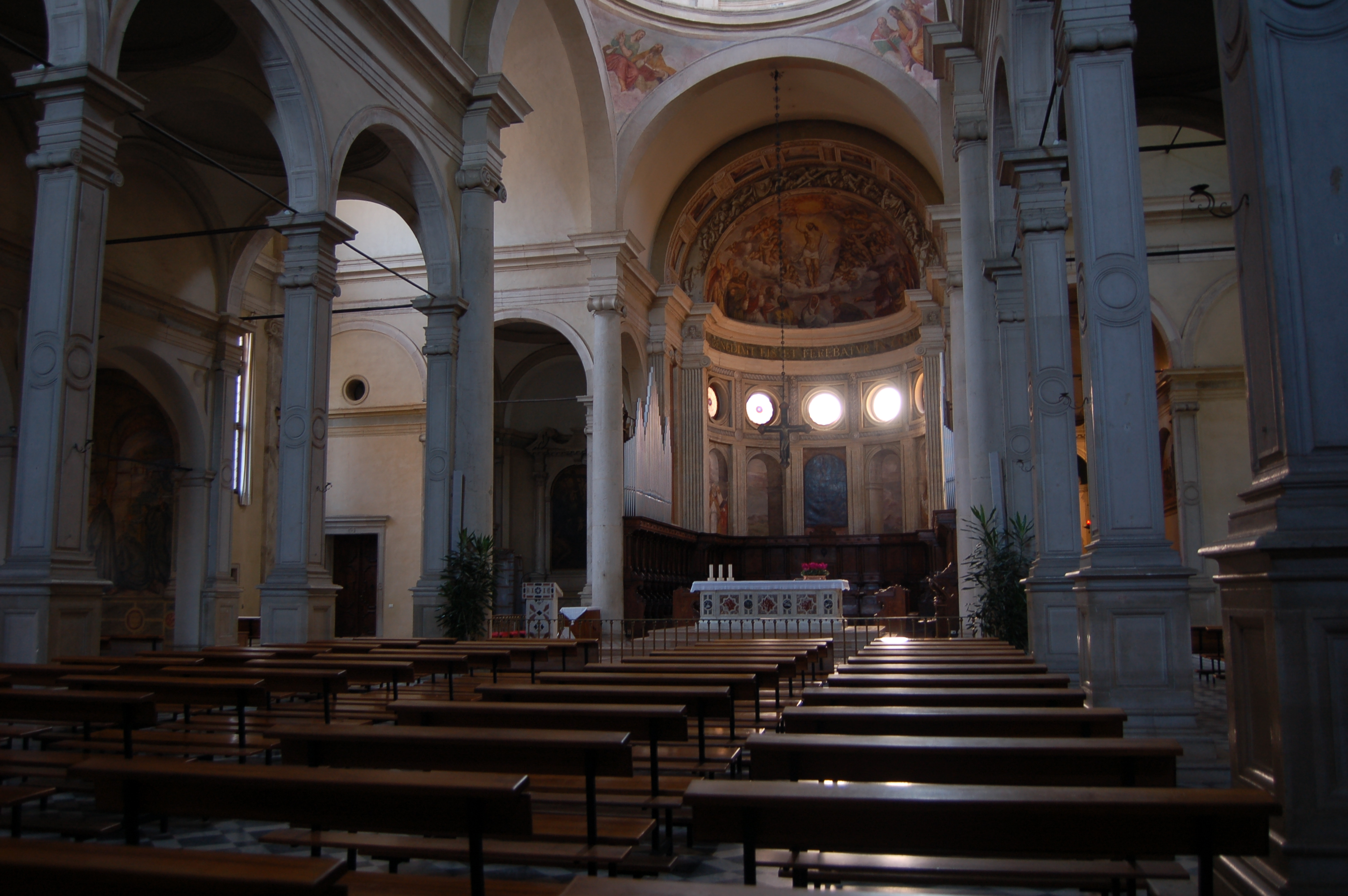
Innenraum

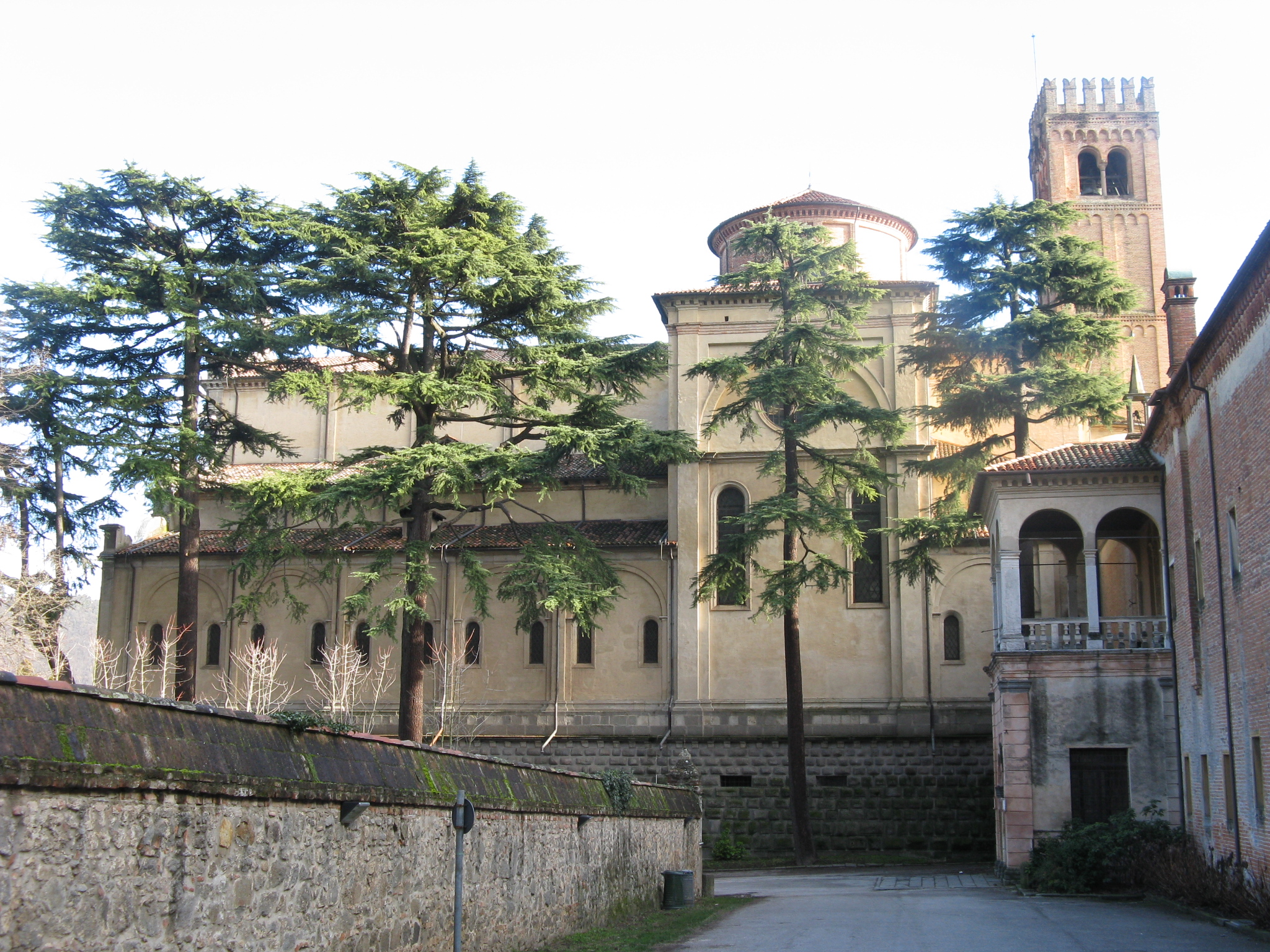
Südfassade der Abteikirche und angrenzende Klostergebäude

Die Klosterkirche ist eine dreischiffige Basilika auf kreuzförmigem Grundriss mit 12 Seitenkapellen, Vierungskuppel, Chor und drei Apsiden in Formen der Frührenaissance. Der Glockenturm stammt – außer dem Obergeschoss, das im 18. Jahrhundert nach einem Blitzeinschlag umgestaltet wurde – noch vom romanischen Erstbau. Der Kirche ist eine monumentale Treppenanlage vorgebaut.
Im Inneren teilen schlanke Pilaster, die hohe Arkadenbögen tragen, das Mittelschiff von den Seitenschiffen.
Die Kuppel ist mit Fresken von Giovanni Battista Zelotti mit Szenen der Apotheose Christi ausgemalt. Auf dem Kuppeltambour sind Geburt Christi, Beschneidung, der 12-jährige Jesus im Tempel sowie die Hochzeit zu Kanaa, in den Zwickeln Kirchenväter und Evangelisten dargestellt.
Das Apsisfresko Christi Himmelfahrt gestaltete Domenico Campagnola.
Von verschiedenen venezianischen Malern der Renaissance im Umkreis von Paolo Veronese stammen die Altarbilder der Seitenkapellen, neben Zelotti war sein Ausbilder Antonio Badile am Werk. Neben einer Maria Himmelfahrt von Zelotti gibt es eine weitere, die einer jüngeren Generation von Veronese-Schülern zugeschrieben wird.
Das Renaissance-Chorgestühl datiert ins 16. Jahrhundert.
Ältestes Ausstattungsstück ist ein Kruzifix aus der Giotto-Schule über dem Hochaltar.

## Klostergebäude
Kapitelsaal, Refektorium und Bibliothek sind die zentralen und im Rahmen einer Führung zugänglichen Säle der Klostergebäude.
- Der Kapitelsaal entstand um 1500. Ihn dominiert das monumentale Wandfresko Kreuzabnahme des Tizian-Schülers Girolamo Tessari (1536).
- Das holzverkleidete Refektorium geht in seiner heutigen Gestaltung auf das 18. Jahrhundert zurück. Die Stirnwand dominiert ein Kreuzigungsfresko von Bartolomeo Montagna; an den Seitenwändern befinden sich Tafelbilder von Zelotti, Szenen aus dem Alten und Neuen Testament darstellend, die ursprünglich im Bibliothekssaal hingen. Nur die beiden großen marmornen Weihwasserbecken mit Pflanzen- und Tier-Ornamenten im Eingangsbereich stammen – wie das Portal – aus dem ursprünglichen Renaissance-Interieur, dem Umkreis Tullio Lombardos zugeschrieben. Thema ist das Wasser, das den Körper reinigt und die Seele läutert. An der Westwand ist eine Kanzel angebracht.
- Die Bibliothek (s. u.) wird heute noch genutzt.

Zwischen den verzweigten Gebäudekomplexen liegen vier Kreuzgänge:
- Der Renaissance-Dachkreuzgang im Obergeschoss stammt wahrscheinlich von Tullio Lombardo und ersetzt einen romanischen Vorläufer. Schlichte große Arkaden auf korinthischen Säulen aus istrischem Marmor umgeben einen Patio mit Kübelpflanzen und Brunnen. Von seiner Ostseite aus gelangt man in die Belvedere-Loggia (17. Jahrhundert), auch „Loggia del Fogazzaro“ zu Ehren des Schriftstellers genannt, der der Bibliothek wertvolle Bücher stiftete und eine Szene seines Romans Piccolo mondo antico (1895) hierher verlegte; von dieser Loggia bietet sich eine weite Aussicht in die venetische Ebene mit den Euganeischen Thermalbadeorten.
- Die für den Besucher nicht zugänglichen Klausurgebäude gruppieren sich um einen zweigeschossigen Kreuzgang, der wegen seiner symmetrischen Arkaden-Ordnung chiostro doppio (= doppelter Kreuzgang) heißt.
- Im Patio des Chiostro botanico (= botanischen Kreuzgangs) wurden einst Kräuter gezüchtet; heute ist er mit Buchsbaumrabatten und Palmen eher wie ein Villengarten ausgestattet. Auch dieser Kreuzgang ist zweigeschossig. Im Erdgeschoss ruhen Arkaden auf Säulen mit Akanthus-Kapitellen aus abwechselnd rotem Veroneser Marmor und weißem istrischem Marmor. Das Obergeschoss hat typisch venezianische Kleeblatt-Biforen im Stil der Spätgotik.
- Der landwirtschaftliche Kreuzgang (chiostro rustico) ist mit schmucklosen Arkaden und Rechteckfenstern am einfachsten gestaltet. Um einen Brunnen des 18. Jahrhunderts wachsen einige Zypressen.

Um die Klostergebäude liegen Rebhänge, Obst-, Gemüse- und Kräutergärten sowie eine Imkerei, die von den Benediktinern heute noch bewirtschaftet werden.

## Heutige Nutzung
Die Anlage beherbergt die Biblioteca del Monumento Nazionale di Praglia, eine in die offizielle Liste der italienischen Kulturgüter (Monumenti nazionali italiani) aufgenommene Bibliothek, die aus der mittelalterlichen Klosterbibliothek hervorgegangen ist. Jedoch wurden durch die Säkularisation die ursprünglichen Bestände – die geringer waren als diejenigen von Santa Giustina (Padua) – verstreut, so dass die Bibliothek im 19. Jahrhundert – weitgehend aus Schenkungen und Stiftungen – de facto wieder neu bestückt wurde.
In den 1930er Jahren erreichte die Bibliothek Zuwächse in einer Größenordnung, dass sie 1943 als monumento nazionale italiano qualifiziert werden konnte. Sie beherbergt heute rd. 120.000 Bücher und Schriften und ist öffentlich zugänglich.
Genutzt wird noch der ursprüngliche Renaissance-Bibliothekssaal, der mit Fresken von Giovanni Battista Zelotti ausgemalt ist. Dargestellt sind Szenen aus dem Alten und dem Neuen Testament, Sybillen in den vier Ecken der Decke sowie drei zentrale Szenen: Triumph des Glaubens, die vier Evangelisten und die 4 Kirchenväter. Durch die Erweiterungen der Bestände musste jedoch die ursprüngliche Renaissance-Holzverkleidung Wandregalen weichen.
Seit 1951 ist in der Abbazia di Praglia auch eine Werkstatt zur Restaurierung historischer Handschriften und Bücher eingerichtet. Ca. 25.000 Manuskripte, Inkunabeln, gedruckte Bücher, historische Landkarten und Zeichnungen wurden seither restauriert, darunter Originalwerke von Galileo Galilei, Alessandro Manzoni und Giuseppe Garibaldi. 1966/67 wurden hier insbesondere 1850 Bücher aus Florenz, die bei der Arno-Flut am 4. November 1966 zu Schaden kamen, sowie weitere 2000 Bücher aus Venedig, die Opfer des Hochwassers im gleichen Jahr wurden, gerettet.
Klostereigene Produkte aus Kräutergarten und Imkerei sind Kräutertees, Kräuter-Aufgussmischungen und Honig.
Die Benediktiner nehmen in einer foresteria auch Gäste auf, die den Alltag im Kloster und Tagesablauf kennenlernen möchten.